# 吉江俊
吉江 俊（よしえ　しゅん、1990年 - ）は、都市計画研究者。東京大学工学部都市工学科／工学系研究科都市工学専攻・講師。
博士（工学）。

## 人物
早稲田大学創造理工学部建築学科・同大学院修士課程を卒業。後藤春彦研究室にてまちづくりの取り組みや建築設計に従事するとともに、消費社会下の都市空間の変容を追う「欲望の地理学」の研究を進める。2017年より日本学術振興会特別研究員DC2、ミュンヘン大学の訪問研究員。2019年に早稲田大学創造理工学研究科博士後期課程修了・博士（工学）取得、同年より建築学科講師を５年間務める。2024年より同大学リサーチイノベーションセンター研究院講師／次席研究員。早稲田大学にて2015年から10年間、空間言論ゼミを主宰した。2025年より現職。
地方都市のまちづくりのほか主な仕事として、東京都現代美術館「吉阪隆正展」企画監修、早稲田大学キャンパスマスタープラン作成など。

## 来歴
2003年04月 - 2009年03月 東京大学教育学部附属中等教育学校
2009年04月 - 2013年03月 早稲田大学   創造理工学部   建築学科卒業
2013年04月 - 2015年03月 早稲田大学大学院   創造理工学研究科   修士課程修了
2015年04月 - 2019年03月 早稲田大学大学院   創造理工学研究科   博士後期課程
2019年04月 - 2024年03月 早稲田大学建築学科講師
2024年04月 - 早稲田大学リサーチイノベーションセンター研究院講師
2025年04月 - 東京大学工学部都市工学科／工学系研究科都市工学専攻講師

## 受賞
UIA2011 東京大会設計競技 JIA 賞銅賞・茨城賞（2011 年）
Ｕ30 都市計画- 都市設計競技 最優秀賞（2014 年）
早稲田大学早苗賞（2014 年）
日本生活学会 博士論文賞（2021年）
第15回不動産協会賞（2025年）ほか。

## 著書
- 単著に『〈迂回する経済〉の都市論』（2024年9月、学芸出版社）、『住宅をめぐる〈欲望〉の都市論』（2023年2月、春風社）がある。
- 共著に、『クリティカル・ワード　現代建築』（2022年、フィルムアート社）、『コミュニティシップ』（2022年、学芸出版社）、『吉阪隆正 パノラみる』（2022年、ECHELLE-1）、『無形学へ かたちになる前の思考』（2017 年、水曜社）など。
- 主要論文に、「首都圏における住環境の価値表現としての住宅広告の「語り」の時空間的動態」（2015 年、日本建築学会計画系論文集716 号）、「都心回帰下の首都圏における住環境のイメージの空間構造とその遷移」（2017 年、日本建築学会計画系論文集738号）など。